# Debi Mazar
Pour les articles homonymes, voir Mazar.
Deborah Anne Mazar Corcos, dite Debi Mazar, est une actrice américaine, née le 13 août 1964 à Jamaica, dans le Queens à New York.

## Biographie
Elle a débuté en tant que danseuse pour Madonna dans le clip True Blue en 1986. En 1990, elle fait des débuts au cinéma avec un petit rôle dans Les Affranchis.
En 2009 elle participe à la neuvième saison de l'émission à succès, Dancing with the Stars.
En 2013 elle est au générique du film Lovelace, qui sera présenté à la Berlinale 2013.
Depuis 2014, elle interprète Maggie Amato, l'un des rôles principaux de la série télévisée américaine Younger, créée par Darren Star. La série est diffusée depuis le 31 mars 2015 sur la chaîne TV Land aux côtés de Sutton Foster, Hilary Duff, Peter Hermann, Nico Tortorella et Miriam Shor.

### Vie privée
Elle a épousé le célèbre cuisinier, Gabriele Corcos (en), le 16 mars 2002 lors d'une cérémonie dirigée par Ellen Burstyn. Ils ont deux filles Evelina Maria Corcos, née le 12 juillet 2002 et Giulia Isabel Corcos née en 2006.

## Filmographie

### Cinéma
- 1990 : Les Affranchis (Goodfellas) : Sandy
- 1991 : Les Doors (The Doors) : la fille au whisky
- 1991 : Jungle Fever : Denise
- 1991 : Le Petit Homme (Little Man Tate) : Gina
- 1992 : In the Soup : Suzie
- 1992 : Inside Monkey Zetterland : Daphne
- 1992 : Célibataires (Singles) : Brenda
- 1992 : Malcolm X : Peg
- 1992 : Toys : Nurse Debbie
- 1993 : Quand Harriet découpe Charlie ! (So I Married an Axe Murderer) : Susan, Tony's Girlfriend
- 1993 : Love Is Like That : Delores
- 1993 : Money for Nothing : Monica Russo
- 1993 : Beethoven 2 (Beethoven's 2nd) : Regina
- 1994 : Coups de feu sur Broadway (Bullets Over Broadway) : Violet
- 1995 : Batman Forever : Spice
- 1995 : Empire Records : Jane
- 1996 : Girl 6 : Girl 39
- 1996 : Trees Lounge : Crystal
- 1996 : Red Ribbon Blues : Darcy
- 1996 : Des choses que je ne t'ai jamais dites (Cosas que nunca te dije) : Diane
- 1996 : Space Truckers : Cindy
- 1997 : Voici Wally Sparks (en) (Meet Wally Sparks) de Peter Baldwin : Sandy Gallo
- 1997 : Nowhere de Gregg Araki : Kozy
- 1997 : She's So Lovely : Georgie
- 1997 : Trouble on the Corner : Ericca Ricce
- 1997 : The Deli : Teresa
- 1998 : Frogs for Snakes : Simone
- 1998 : Du venin dans les veines (Hush) : Lisa
- 1998 : There's No Fish Food in Heaven : Rosie
- 1999 : La Maison de la colline hantée (House on Haunted Hill) : Jennifer Jenzen (personnage coupé au montage, apparaissant seulement sur le DVD)
- 1999 : Révélations (The Insider) : Debbie De Luca
- 2000 : Sac d'embrouilles (More Dogs Than Bones) : Mary
- 2000 : Held for Ransom : Rita
- 2001 : Ten Tiny Love Stories
- 2002 : Le Smoking (The Tuxedo) : Steena
- 2003 : Trahison (Deception) : Janet Steiner
- 2003 : Qui a tué l'idée ? (Who Killed the Idea?) : la femme mystérieuse
- 2004 : Red Riding Hood : la mère du Chaperon rouge
- 2004 : Return to Babylon
- 2004 : Collatéral (Collateral) : la jeune professionnelle
- 2004 : Goodnight, Joseph Parker : Rita
- 2004 : My Tiny Universe : la petite amie / Bonnie
- 2005 : Be Cool : Marla
- 2005 : Edmond de Stuart Gordon : la matrone de l'Atlantic Leisure Club
- 2005 : Wait : Joanne
- 2006 : The Alibi de Matt Checkowski et Kurt Mattila : Détective Bryce
- 2008 : Return to Babylon : Gloria Swanson
- 2009 : The Women : Tanya
- 2013 : Lovelace : Dolly Sharp
- 2014 : Broadway Therapy : la maquerelle d'Izzy
- 2015 : Entourage de Doug Ellin : Shauna Roberts
- 2017 : Liaisons à New York (The Only Living Boy in New York) de Marc Webb : Anna
- 2017 : Wonder Wheel de Woody Allen : une invitée de l'anniversaire
- 2002 : The Groovenians (Court métrage): Cuckoo bird / Swirly / Yalda (voix)

### Télévision

#### Séries télévisées
- 1991 : Guerres privées (Civil Wars) : Denise Iannello
- 1997 : Temporarily Yours (série télévisée) : Deb DeAngelo
- 1997 : Working : Liz Tricoli (1998-1999)
- 2001 : Lydia DeLucca (That's life) : Jackie O'Grady (36 épisodes)
- 2002 : Friends : Evil Bitch (saison 8, épisode 23)
- 2003 : Les Experts : Miami: Rebecca Wings (saison 3, épisode 8)
- 2003 : Sept à la maison : l'infirmière Kelly (saison 8, épisodes 10 et 16)
- 2004-2011 : Entourage : Shauna Roberts (rôle principal - 50 épisodes)
- 2006 : Ugly Betty : l'avocate
- 2006 : Ghost Whisperer : Josie (saison 2, épisode 6)
- 2008 : Privileged : Debra Wurtzel
- 2008 : New York unité spéciale : Mademoiselle Bernardi (saison 10, épisode 6)
- 2010 : Jonas L.A. : Mona Klein (7 épisodes)
- 2010 : Hawthorne : Infirmière en chef : Donna Alberghetti (saison 2, épisode 7)
- 2010 : Castle : Paula Haas
- 2011 : Good Vibes : Babs (12 épisodes)
- 2015-2021 : Younger : Maggie Amato (rôle principal - 70 épisodes)
- 2017 : Elementary : Détective Cosa (saison 5, épisode 9)
- 2017-2019 : Happy! : Isabella Scaramucci (6 épisodes)
- 2018 : Arde Madrid : Ava Gardner (8 épisodes)
- 2019: Power : Dolores Civello( saison 6, épisode 13)
- 2020 : Katy Keene : une cliente chez Lacy’s
- 2021 : The Other Two
- 2022 : The Pentaverate : Patty Davis (6 épisodes)
- 2024 : Kaos : Méduse

#### Téléfilms
- 1984 : Graffiti Rock : une danseuse
- 1994 : Chasseur de sorcières (Witch Hunt) : la manucure
- 1996 : Musical Shorts with Debi Mazar : l'hôte
- 1997 : Casper, l'apprenti fantôme (Casper: A Spirited Beginning) : Angie Lyons
- 1998 : La Famille trahie (Witness to the Mob) : Deborah Gravano
- 1998 : David et Lisa (David and Lisa) : Maggie
- 1999 : The Sissy Duckling : Mère Canard (voix)

### Jeux vidéo
- 2001 : Grand Theft Auto III : Maria (voix)
- 2004 : Grand Theft Auto: San Andreas : Maria Leone (voix)

## Voix francophones
En France
| - Sophie Riffont dans : - Entourage (série télévisée) - Broadway Therapy - Entourage - Elementary (série télévisée) - Vanina Pradier dans : (les séries télévisées) - Ugly Betty - Younger - The Pentaverate - Kaos - Natacha Muller dans : - Guerres privées (série télévisée) - Beethoven 2 - Batman Forever | Et aussi - Marie-Christine Robert dans Les Affranchis - Malvina Germain dans La Loi de Los Angeles (série télévisée) - Anne Rondeleux dans Girl 6 - Bérangère Jean dans Révélations - Julie Dumas dans Lydia DeLucca (série télévisée) - Martine Irzenski dans Be Cool - Françoise Dasque dans Du côté de chez Fran (série télévisée) - Virginie Ledieu dans Wonder Wheel - Stéphanie Lafforgue dans Dans le terrier du lapin blanc (it) |